# گندمکار سفلی
گندمکار سفلی، روستایی از توابع بخش میانکوه شهرستان اردل در استان چهارمحال و بختیاری ایران است.

## جمعیت
این روستا در دهستان میانکوه قرار دارد و براساس سرشماری مرکز آمار ایران در سال ۱۳۸۵، جمعیت آن ۸۱۳ نفر (۱۵۷خانوار) بوده‌است.